# 交州
交州，又称峤南，是古地名，其范围在其近八百年的历史中常有变化，通常包括現在的越南北、中部和中国广西壮族自治区的一部分。有时还包括現在的中国广东省、海南省。

## 汉代
在战国时期，在长江以南的各个古代部落被中原文化统称为百越。在今天的广东、广西、越南北部等地生活着南越、西瓯、骆越等百越族支系的原始部落。约前218年，秦朝君主秦始皇派遣屠睢率领50万秦军分五路进攻岭南和闽越地区的百越族。前214年，秦始皇派遣任嚣、赵佗率领秦军重新发动攻势，很快将岭南地区完全纳入了秦朝的版图。同年，秦朝在岭南地区设立了南海郡、桂林郡、象郡三郡。前206年秦帝国灭亡。约前203年，赵佗占据南海，兼併桂林郡和象郡，在岭南地区建立南越国。析象郡为交趾、九真两郡。
西汉时，前111年（漢武帝元鼎六年）汉平南越国，在原南越国地方设交趾刺史部，是汉代十三刺史部之一，也是汉朝最南部疆域。元始五年王莽改制为十二州之一的交州。交州设有南海郡、蒼梧郡、鬱林郡、合浦郡、交阯郡、九真郡、日南郡、珠崖郡、儋耳郡共九個郡，其中在今天的越南部分交州有三郡：交趾（一作交阯，今越南东京，即越南北部）、九真（今越南清化省、乂安省、河靜省、廣平省，即越南中北部）、日南（郡治今越南顺化以南，即越南中部及以南一部分）五十六县。州治在广信苍梧即今梧州（ 學者陳乃良認為廣信的郡治在廣東肇慶管轄的封開縣），后孙权析交州北部置广州，交州州治南迁交阯郡龙编县（今越南北宁省）。
东汉初年当地人在徵氏姐妹的带领下建立了政权，三年后被马援消滅。东汉末年（192年），占族人区连造反，杀死汉朝日南郡象林縣令，占据了原日南郡的大部分地区（越南中部），以婆罗门教为国教，建立占婆国，和中国以顺化为界。203年，交趾改为交州刺史部。

## 三国
在東漢末年中原大亂時，交州在士燮的統治下，成為相對而言和平安定的地區，包括今天的廣東、廣西及越南北部。許多中原人士為避開戰亂移入當地，如许靖、袁沛、邓子孝（鄧羲）、徐元贤、张子云、许慈、刘巴、程秉、薛综、袁忠、桓邵等。这對於漢人中原文化傳入交州有很大的助益。这些交州的人才之后很多到三国各政权中位居高官。交州作为益州、荆州、扬州的南鄰而被刘表、刘备、孙权等势力争夺。
211年（漢獻帝建安十六年），趁刘备西征益州之际，东吴派遣大将步骘为交州刺史。交州成為东吴的势力范围。士燮將兒子派至东吴為人質，並每年貢獻當地寶物以維持其政權。孫權加封其為左將軍。
220年（漢獻帝延康元年）呂岱代步騭為交州刺史。223年刘备死后，士燮诱导益州豪姓雍闿反叛归附东吴。诸葛亮平叛继而占领南中之后派李恢领交州刺史，争夺交州。226年士燮去世後，吳國将南岭以南诸郡以今天广西北海市合浦为界，以北广州，以南为交州。呂岱、戴良分别为广州、交州刺史，士燮的儿子士徽为九真太守。士徽不服反叛，呂岱帶兵攻入交州、九真，之后重新把广州和交州合并。
263年，蜀汉灭亡之后，次年（魏元帝咸熙元年）交州吕兴等造反，试图得到曹魏的支持，但被很快镇压。西晋继承曹魏之后，通过益州、南中派杨稷等领兵到交州，大破吳軍。东吴大都督薛珝、苍梧太守陶璜等率兵击败西晋，重新掌握交州。

## 晋、南朝
280年晋朝统一中国，陶璜等降晋。之后交州依附于南朝各朝代。542年龙兴（今越南太平省）人李賁造反。544年建国号为“万春”，越南稱前李朝。次年，梁朝大将陈霸先镇压平亂。之后陈霸先班师回朝篡位，建立陈朝。
历任刺史

## 隋唐
571年李贲的兄長李天宝手下李佛子占据交州。后来因李佛子不愿去朝觐隋朝被隋朝军队击败俘虏，押解回朝。交州归隋朝统治。
唐朝分岭南为广州、桂州、容州、邕州和交州五个都护府，简称岭南五管。交州辖今越南等地。624年（唐高祖武德七年）改称都督府，679年（唐高宗儀鳳四年）又改为安南都护府。从此交州便正式被称作安南。
交州刺史
- 宁猛力（隋朝时）
- 丘和（隋末—622年，都督）
- 王志远（624年，都督）
- 李壽（李安，624年—627年，都督）
- 盧祖尚（628年，未任）
- 李大亮（627年，都督）
- 欧阳普赞（贞观年间）
- 李瑰（贞观年间，都督）
- 柳楚贤（柳賢，贞观年间，都督）
- 李道彥（李道興，635年—638年，都督）
- 李鑒（贞观年间）
- 李弘节（640年，都督）
- 杜正倫（643年，都督）
- 李素立（贞观末年）
- 姜简（永徽年间）
- 柴哲威（永徽、显庆年间，都督）
- 萨孤吴仁（657年—660年，都督）
- 李乾祐（龙朔年间，都督）
- 郎余庆（674年，都督）
- 梁难敌（676年，都督）
- 679年後改为安南都护

## 后续历史
交州或交趾的名称在此之后又出现了几次。939年当地军人吳權叛亂，击败中国五代十国时的南汉军队。968年新興勢力領袖丁部領建立「大瞿越」國，兩年後自稱皇帝並使用年號，取得事實上的獨立。但後來接受北宋的册封为「交趾郡王」名義上仍視為大宋國內，到南宋方冊封为「安南国王」正式成為南宋藩屬。
13世纪，蒙古帝国、元朝曾多次大规模進攻该地但均失败。元朝为征服该地曾设立交趾行省。
明成祖时期，越南陳朝君主遭外戚胡氏篡奪，國內混亂，明朝應陳朝的遺臣請求推翻胡氏政權。1407年至1428年明軍征服越南。之後明在此進行直接統治，設郡县、置交趾承宣布政使司，在越南采取移风易俗及推行儒学教化的政策，激起了越南的反抗行動。在成祖驾崩不久，1428年越南后黎朝击败明军重新恢復獨立，但仍維持與中原政權的宗藩關係。
之后越南的政权几经分裂、合并、扩张，吞并了占婆和下高棉，取得了除了从前交州之外的今天越南的中南部和南部湄公河三角洲地区。
19世纪初阮朝的阮福映被清代嘉庆帝册封为「越南国王」。
法国的殖民统治之後逐步走向獨立，1945年日軍的軍事佔領結束，開始出現了北越、南越兩政權，1975年越南戰爭結束，越南社会主义共和国成立。

## 扩展阅读
[在维基数据编辑]
 《晉書·卷015》，出自房玄齡《晉書》
 《南齊書·卷58》，出自萧子显《南齊書》